# Рыбаков, Пётр Иванович
Пётр Иванович Рыбаков (1910 — ? (после 1983)) — советский зоотехник и государственный деятель, лауреат Сталинской премии 1951 года.

## Биография
Родился в 1910 году в селе Яблонька (ныне Батуринский район Смоленской области).
В 1936 году окончил зоотехнический факультет Вологодского молочно-хозяйственного института и переехал в Казахстан.
В 1936—1942 годах — зоотехник-селекционер, старший зоотехник, директор Алма-Атинского госплемрассадника.
С 1942 года — член КПСС.
В 1942—1949 годах — главный зоотехник, начальник управления, заместитель начальника Алма-Атинского областного земельного отдела.
С 1949 года — заместитель начальника главного управления сельскохозяйственной пропаганды министерства сельского хозяйства Казахской ССР.
На момент вручения Сталинской премии (16 марта 1951 года) был директором Пастбищно-мелиоративного треста министерства сельского хозяйства Казахской ССР
Согласно книге Владимира Аумана, в 1953 году Рыбаков был заместителем министра сельского хозяйства Казахской ССР.
В 1957 году присвоена учёная степень кандидат сельскохозяйственных наук.
В 1957—1959 годах преподавал в Алма-Атинском зооветеринарном институте, доцент.
По состоянию на 1963 год являлся заместителем министра производства и заготовок сельскохозяйственных продуктов Казахской ССР.
В 1965—1970 годах — в аппарате Совета Министров Казахской ССР.
В 1970—1978 годах преподавал в Алма-Атинском зооветеринарном институте, заведующий кафедрой.
Автор 16 научных работ. Принимал участие в выведении Алатауской породы крупного рогатого скота.

## Награды
- Сталинская премия II степени за выдающиеся изобретения и коренные усовершенствования методов производственной работы за 1950 год в области сельского хозяйства — за выведение новой породы крупного рогатого скота «Алатауская» (в составе авторского коллектива, 1951)[2].
- Три ордена «Знак Почёта».
- Медали.

## Публикации
- Пути и методы совершенствования новых пород скота // Социалистическое животноводство Казахстана. — 1952. — № 2[1].
- Пути укрепления кормовой базы и дальнейшего развития животноводства в междуречьи Чу-Или : диссертация … кандидата сельскохозяйственных наук : 06.00.00. — Алма-Ата, 1956. — 197 с. : ил. + Прил. (1 отд. л. карт.).